# Hain (Schweinfurter Rhön)

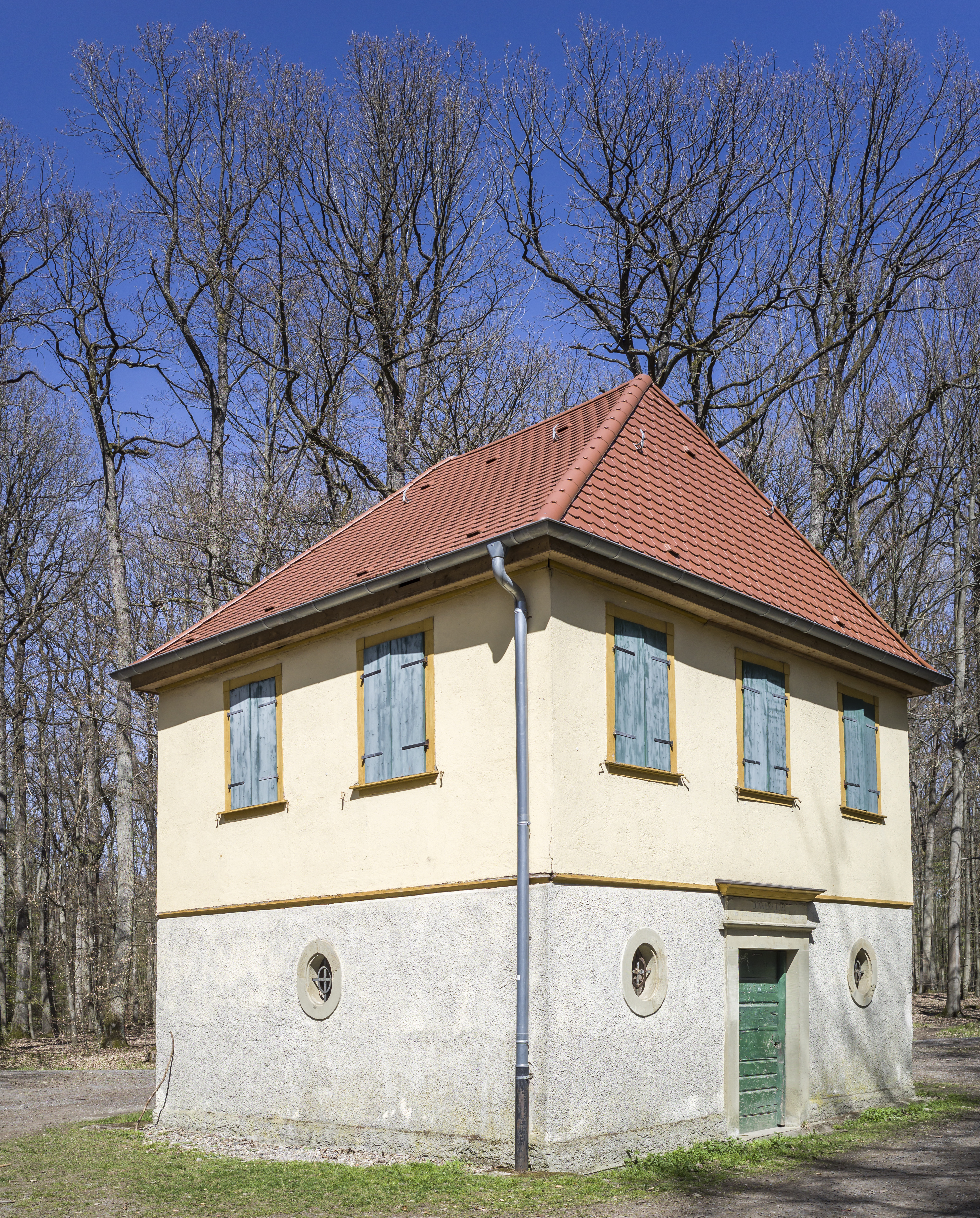
Jagdhaus Dianenslust von 1824,
Wahrzeichen und Mittelpunkt des Hains

Der Hain ist ein bewaldeter Bergrücken am östlichen Stadtrand von Schweinfurt. Er wurde in historischer Zeit auch Hainberg genannt. Dieser Name wird auch heute noch manchmal benutzt, weil er die Topografie zutreffender beschreibt, da der Hain an drei Seiten von Tälern umgeben wird.

## Lage
Der Bergrücken liegt unweit des Mains, am südwestlichen Rand der Landschaft Schweinfurter Rhön, die identisch mit dem Naturraum Hesselbacher Waldland ist. Der Hainberg wird im Süden vom Schweinfurter Becken mit dem Main, im Westen vom Höllental und im Osten vom Tal des Meerbachs begrenzt.

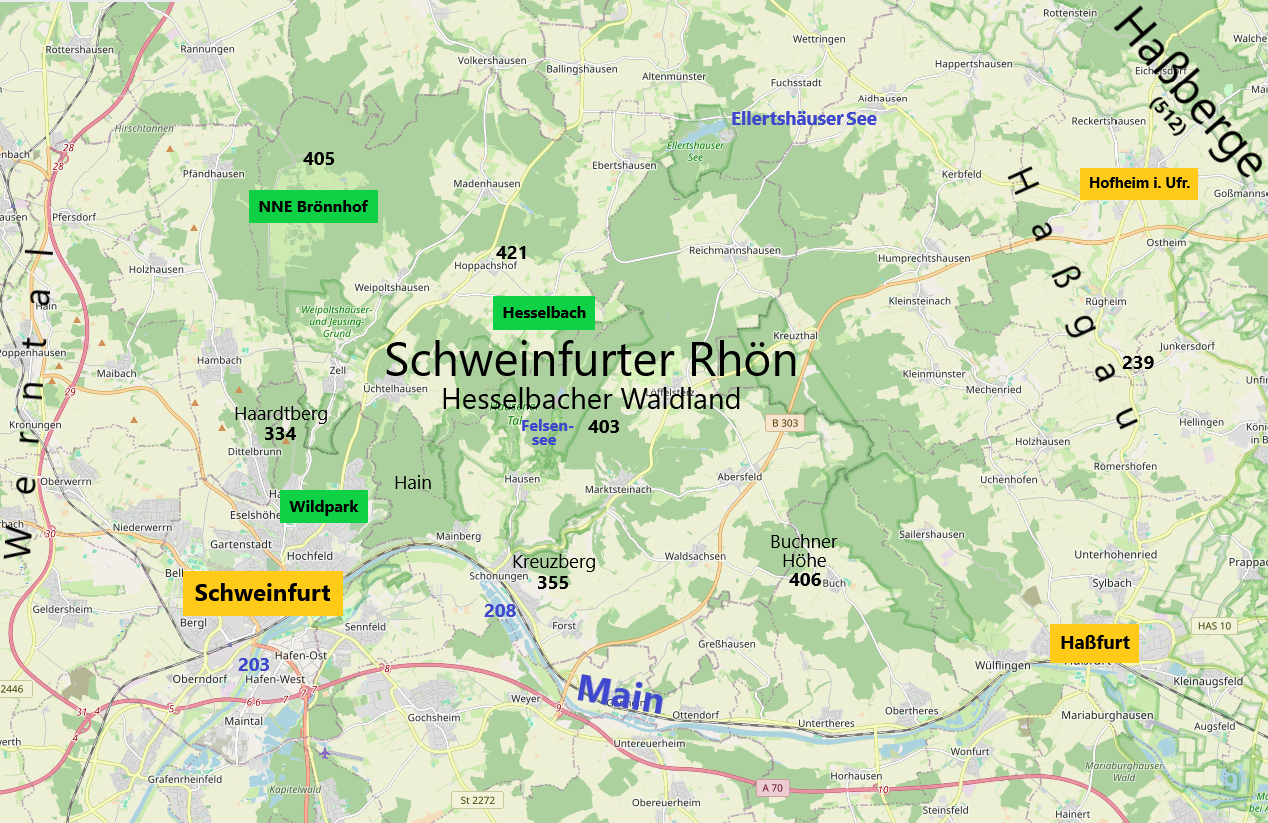
Der Hain im Südwesten der Schweinfurter Rhön (bitte Bild vergrößern)
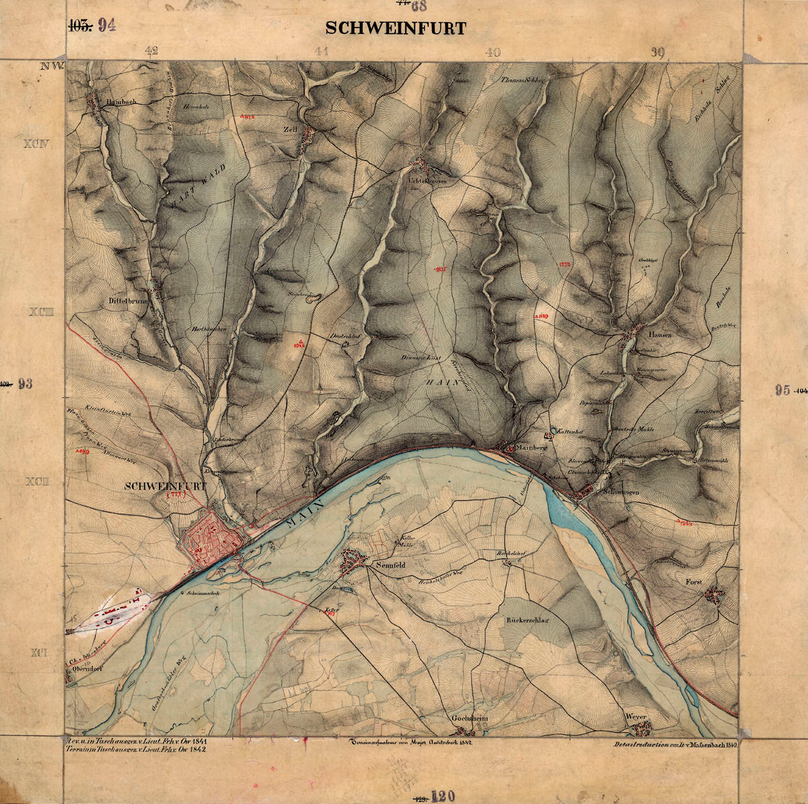
Bayerisches Urpositionsblatt 1:25.000 um 1860.1 Relief der Schweinfurter Rhön mit dem Hain in der Mitte
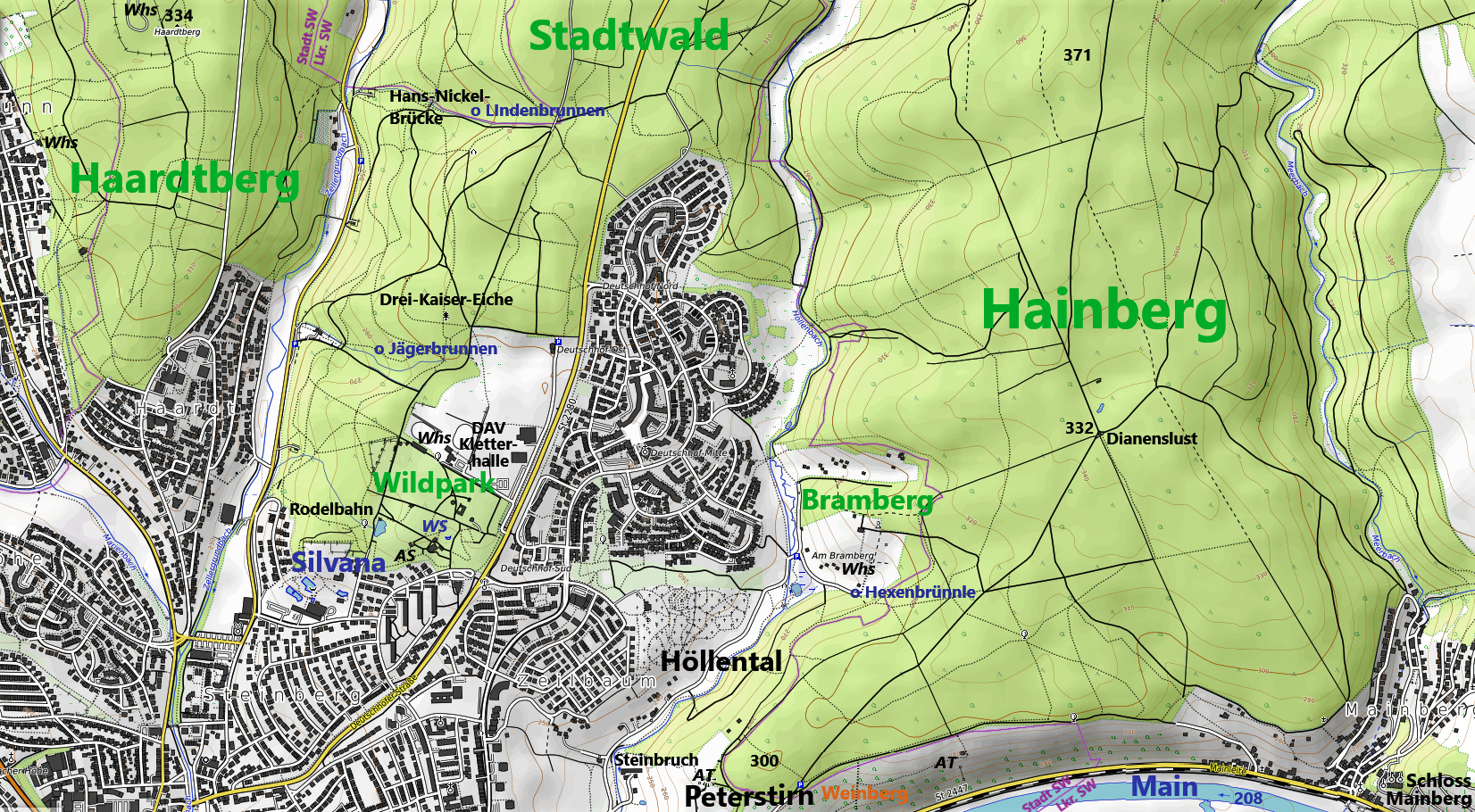
Der Hainberg am nordöstlichen Stadtrand Schweinfurts

1 Der Schweinfurter Hauptbahnhof wurde nachträglich eingezeichnet, unter Weglassung bereits erfolgter Stadterweiterungen

## Zugehörigkeit

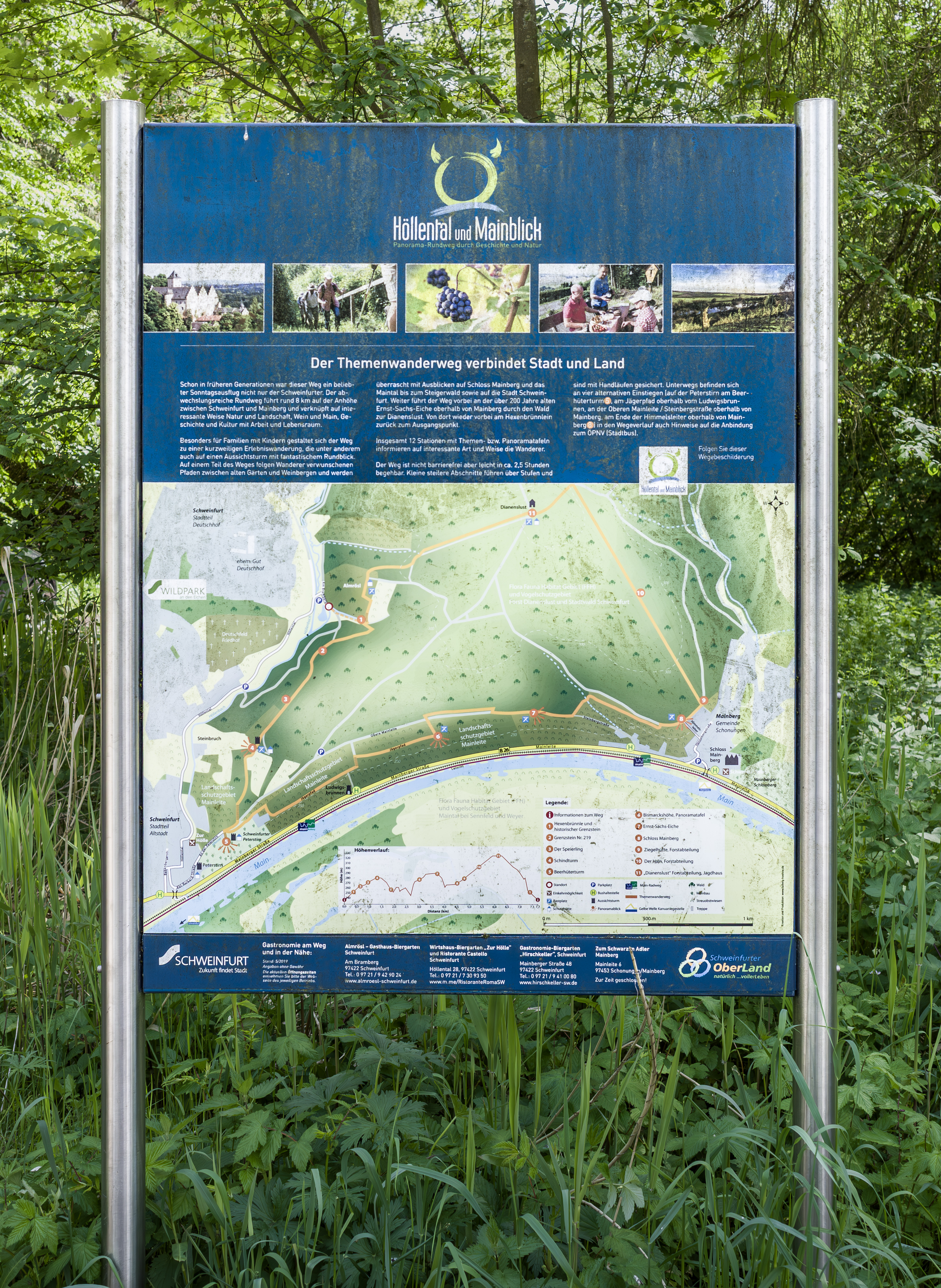
Südlicher Hain auf einem Themenwanderweg-Plan

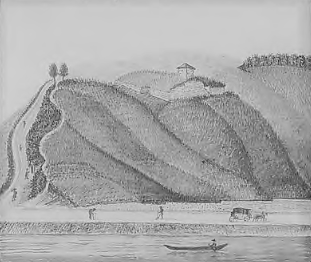
Alte Reichsburg am Hainberg (Peterstirn). Romantisierende Darstellung v. 1852

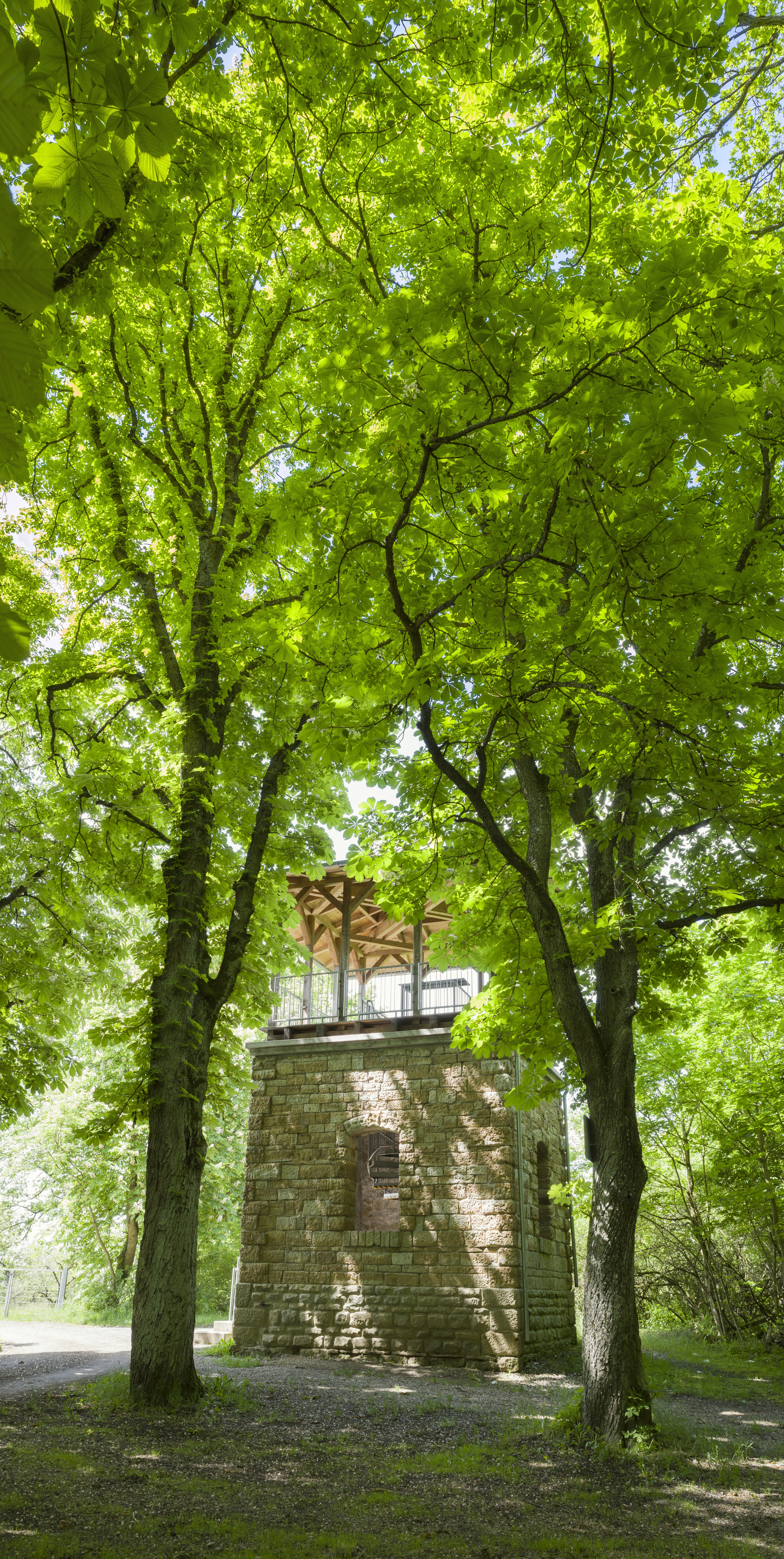
Der Schindturm am südwestlichen Rand des Hains

Der Hain gehört im weitaus größten Teil zum Ortsteil Mainberg der Großgemeinde Schonungen. Am südwestlichen Rand, entlang des östlichen Hangs des Höllentals, gehört der Hain zur kreisfreien Stadt Schweinfurt und in nördlichen Randbereichen zur Großgemeinde Üchtelhausen.
Der Hain ist ein Staatswalddistrikt der zum Forstrevier Löffelsterz gehört.

## Geschichte
Der Hain wird unter allen (ehemaligen) Waldungen der Reichsstadt Schweinfurt als erstes urkundlich erwähnt. Kaiser Karl IV. bestätigte zu Prag am 15. Mai 1356 in einer Urkunde der Reichsstadt alle Rechte am Hain, in Anerkennung und Erwartung getreuer und steter Dienste „in der Weise, wie die Stadt und ihre Vorfahren denselben innegehabt und besessen haben, von altersher lange Jahr und Zeit.“ Trotz erneuter Aufforderung des Kaisers im Jahr 1362 nahm die Stadt den Hain nicht an. Kurze Zeit später eignete sich Heinrich von Wenkheim als Vasall des Grafen Heinrich von Henneberg den Distrikt widerrechtlich mit Gewalt an. Die Stadt konnte danach, mit Ausnahme des Distrikts Meerbach, nicht mehr in den Besitz des Hains kommen. Der Staatsvertrag vom 25. September 1562 zwischen der Reichsstadt und dem Hochstift Würzburg legte fest, dass der Walddistrikt Hain unbestritten dem Hochstift zugehöre.
König Gustav Adolf II. von Schweden schenkte der Reichsstadt neben anderen Besitzungen im Jahr 1632 nochmals den Walddistrikt Hain, zur Finanzierung einer Universität in Schweinfurt. Diese Schenkungen waren aber infolge seines frühen Todes nicht von Dauer (siehe: Schweinfurt, Gescheiterte Universitätsgründung).

## Beschreibung
Der Bergrücken ist im Norden, bei Üchtelhausen, bis 368 m hoch (Forstwiesenschlag). Der südliche Hang des Hainbergs ist die sogenannte Mainleite, ein steiler Prallhang des Mains. Der Bergrücken ragt im Südwesten, zwischen Maintal und Höllental, als Tafelberg speerartig in das Schweinfurter Stadtgebiet hinein. In der Mitte des großen Waldgebietes laufen die Wald- und Wirtschaftswege sternförmig zusammen. Hier liegt das Wahrzeichen des Hains, das Jagdhaus Dianenslust, erbaut 1824 (siehe obigen Plan). Es ist beim Bayerischen Landesamt für Denkmalpflege unter der Nummer D-6-78-174-143 verzeichnet.

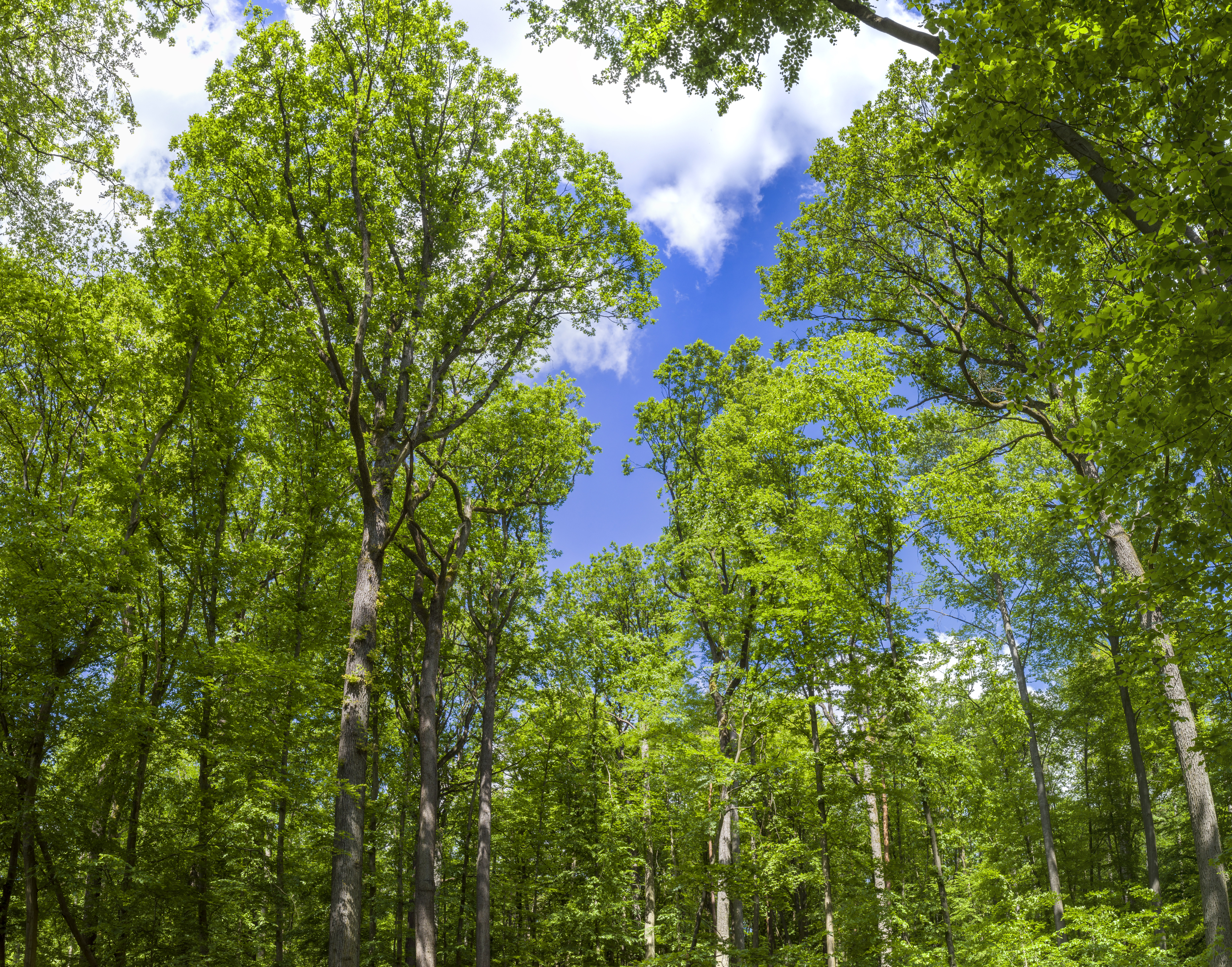
Der Hain nordwestlich von Mainberg
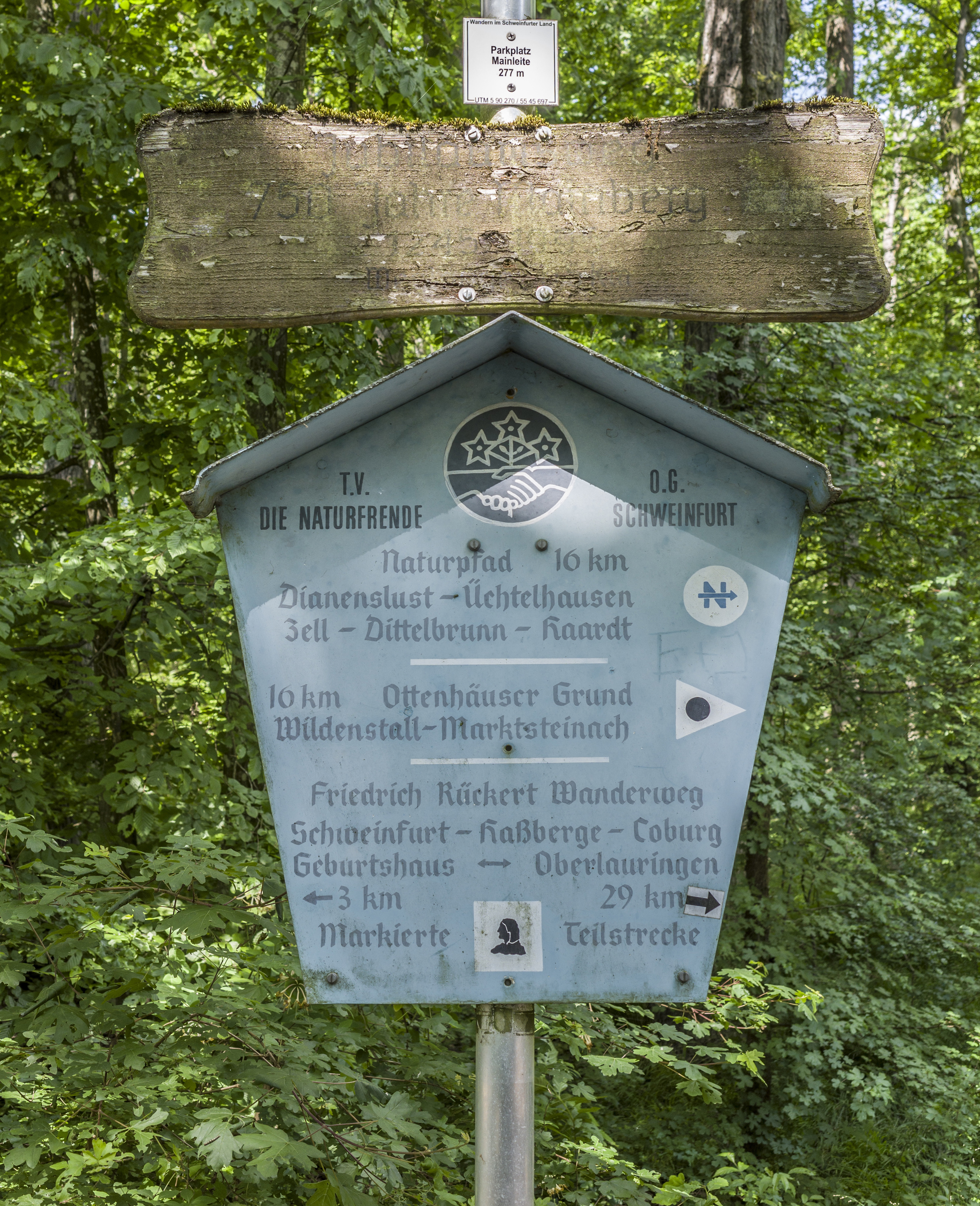
Wandertafel am Parkplatz Mainleite
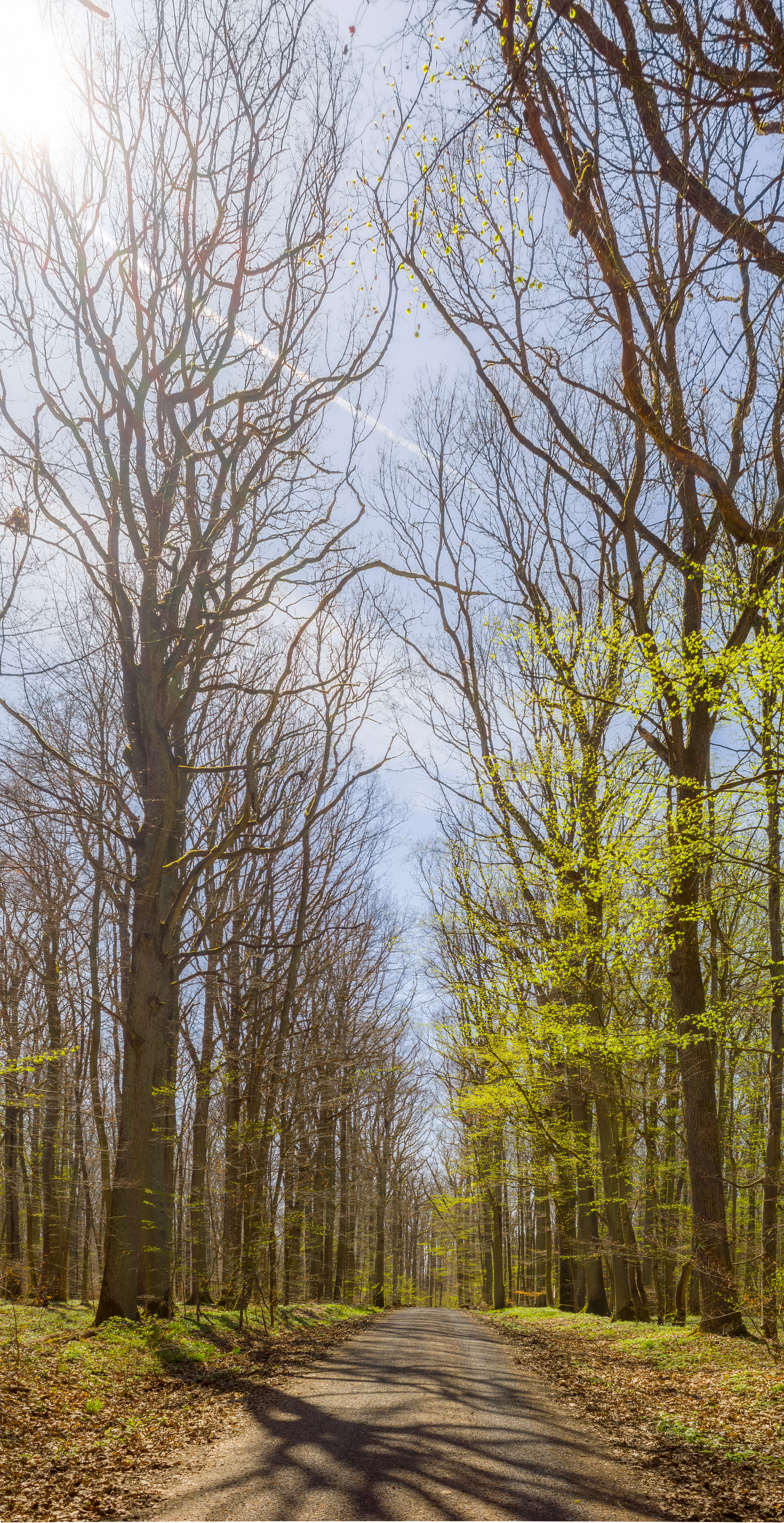
Typischer, schnurgerader Wirtschaftsweg durch den Hain
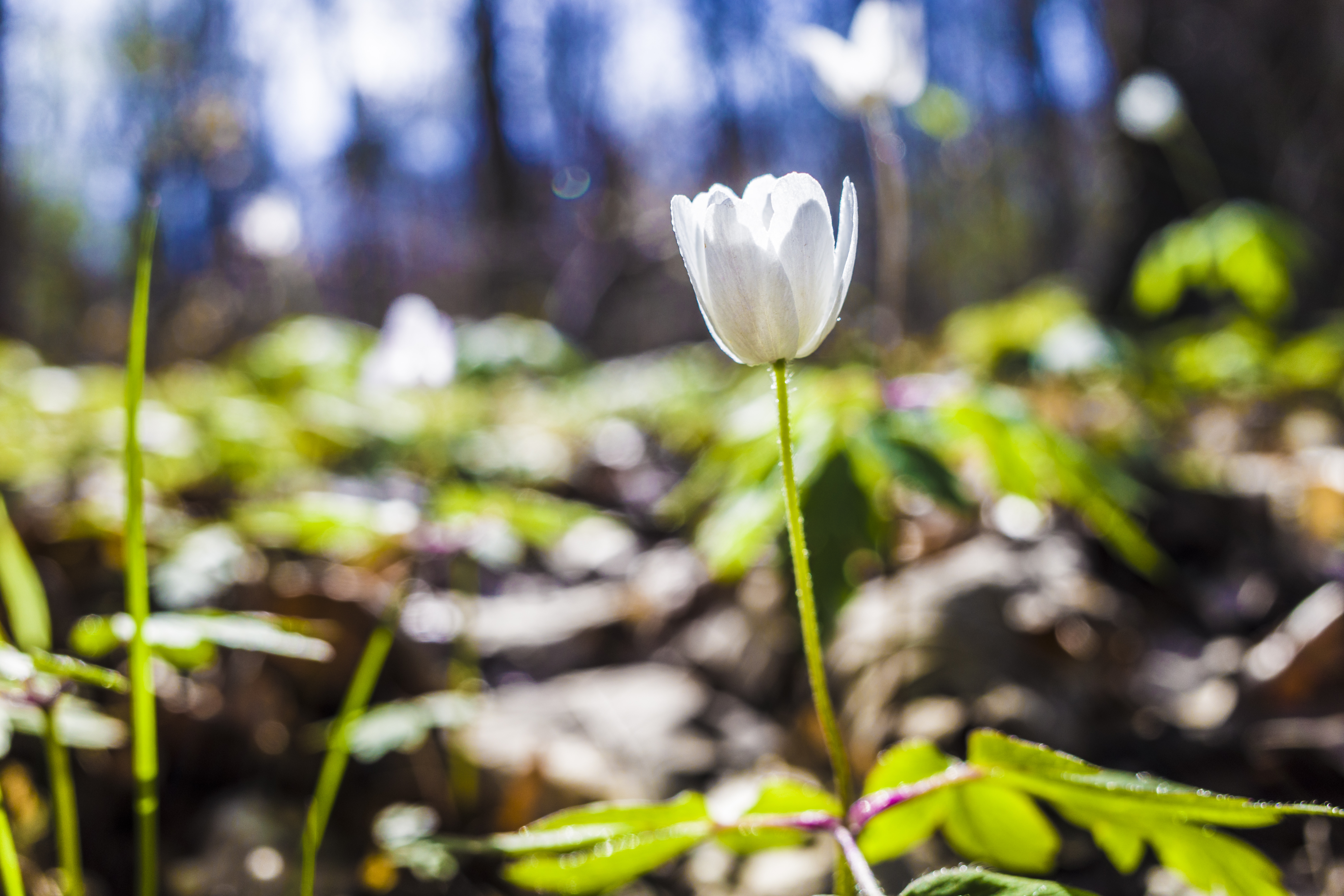
Waldblume im Forst Dianenslust

## Wandergebiet
Der Hain besitzt ein dichtes Netz von Wanderwegen, als Teil des größten Naherholungsgebietes Schweinfurts, das im Südwesten der Schweinfurter Rhön liegt (siehe obigen Plan).